# 전진숙
전진숙(全眞淑, 1969년 2월 5일~)은 대한민국의 정치인이다. 제22대 국회의원이다.
제5회 전국동시지방선거에서 민주당 소속으로 광주 북구의회 비례대표에 출마해 당선되었다. 제6회 전국동시지방선거에서는 새정치민주연합 소속으로 광주 북구 제4선거구에 출마해 당선되었다.
제22대 국회의원 선거를 앞두고 광주 북구 을 선거구에 출마했으며 경선에서 승리하면서 본선에 진출했다. 본 선거에서 72.11%의 득표율을 올리면서 당선되었다.

## 학력
- 광주백운국민학교(졸업)
- 광주수피아여자중학교(졸업)
- 광주동신여자고등학교(졸업)
- 전남대학교 자연과학대학(화학 학사)
- 전남대학교 대학원(사회학 석사과정 수료)

## 경력
- 광주여성회 공동대표
- 한국여성단체연합 이사
- 광주여성민우회 중앙위원
- 광주여성민우회 공동대표
- 2010년 6월 2일: 제5회 전국동시지방선거 당선(민선 5기, 광주광역시 북구의회 비례대표, 민주당, 초선)
- 2010년 7월~2014년 6월: 제6대 광주광역시 북구의회 의원(민선 5기, 비례대표, 민주당→민주통합당→민주당→새정치민주연합, 초선)
- 2012년 11월~2012년 12월: 제18대 대통령 선거 민주통합당 문재인 대통령 후보 광주광역시 선거대책위원회 대변인
- 2014년 6월 4일: 제6회 전국동시지방선거 당선(민선 6기, 광주 북구 제4선거구, 새정치민주연합, 초선)
- 2014년 7월~2018년 6월: 제7대 광주광역시의회 의원(민선 6기, 광주 북구 제4선거구, 새정치민주연합→더불어민주당, 초선)
- 2016년~2018년: 청소년노동인권민관협의회 단장
- 2016년 8월~2018년 8월: 더불어민주당 전국여성위원회 부위원장
- 2018년 9월~2019년 12월: 대통령비서실 제도개혁비서관실 행정관(문재인 정부)
- 2019년~2020년: 대통령직속 국가균형발전위원회 위원
- 빛고을비전창작소 이사장
- 사람사는세상 노무현재단 광주지역위원회 운영위원
- 제10대 농어촌청소년육성재단 사무총장
- 2022년 2월~2022년 3월: 제20대 대통령 선거 더불어민주당 이재명 대통령 후보 캠프 광주선대위 사회혁신추진단 단장
- 2022년 2월~2022년 3월: 제20대 대통령 선거 더불어민주당 이재명 대통령 후보 총괄특보단 특보
- 2023년~: 더불어민주당 전국여성리더십센터 부소장
- 2024년 3월~2024년 6월: 더불어민주당 중앙당 부대변인
- 2024년 4월 10일: 대한민국 제22대 국회의원 선거 당선(광주 북구 을, 더불어민주당, 초선)
- 2024년 5월~: 더불어민주당 광주광역시당 북구 을 지역위원회 위원장
- 2024년 11월~: 더불어민주당 당대표특보단 민생특보단 특보
- 2025년 1월~: 더불어민주당 보육특별위원회 위원장
- 2025년 6월~: 더불어민주당 원내부대표
- 2025년 6월~2025년 8월: 더불어민주당 중앙당 선거관리위원회 위원

### 의정 활동
- 2024년 5월 30일~: 제22대 국회의원(광주 북구 을, 더불어민주당, 초선)
  - 2024년 6월~: 제22대 국회 전반기 보건복지위원회 위원
  - 2024년 6월~: 제22대 국회 전반기 여성가족위원회 위원
  - 2025년 1월~: 제22대 국회 12·29 여객기 참사 진상규명과 피해자 및 유가족의 피해구제를 위한 특별위원회 위원
  - 2025년 7월~: 제22대 국회 전반기 국회운영위원회 위원

## 역대 선거 결과
|  | 59.89% |

|  | 53.91% |

|  | 72.11% |

## 소속 정당
| 소속 정당 | 소속 정당      | 소속 기간 | 비고      |
| --------- | -------------- | --------- | --------- |
|           | 민주당         | 2010~2011 | 정계 입문 |
|           | 민주통합당     | 2011~2013 | 합당      |
|           | 민주당         | 2013~2014 | 당명 변경 |
|           | 새정치민주연합 | 2014~2015 | 합당      |
|           | 더불어민주당   | 2015~2018 | 당명 변경 |
|           | 무소속         | 2018~2019 | 탈당      |
|           | 더불어민주당   | 2019~현재 | 복당      |

## 같이 보기
- 광주 북구의 국회의원
- 북구 을 (광주)